# Japan Open Tennis Championships 2009 - Qualificazioni singolare
Le qualificazioni del singolare  del Japan Open Tennis Championships 2009 sono state un torneo di tennis preliminare per accedere alla fase finale della manifestazione. I vincitori dell'ultimo turno sono entrati di diritto nel tabellone principale. In caso di ritiro di uno o più giocatori aventi diritto a questi sono subentrati i lucky loser, ossia i giocatori che hanno perso nell'ultimo turno ma che avevano una classifica più alta rispetto agli altri partecipanti che avevano comunque perso nel turno finale.
Le qualificazioni del torneo Japan Open Tennis Championships  2009 prevedevano 16 partecipanti di cui 4 sono entrati nel tabellone principale.

## Teste di serie
1. Assente
2. Marco Chiudinelli (Qualificato)
3. Somdev Devvarman (primo turno)
4. Édouard Roger-Vasselin (Qualificato)

1. Kyu-Tae Im (ultimo turno)
2. Marsel İlhan (Qualificato)
3. Dominik Meffert (ultimo turno)
4. Rik De Voest (ultimo turno)

## Qualificati
1. Ernests Gulbis
2. Marco Chiudinelli

1. Marsel İlhan
2. Édouard Roger-Vasselin

## Tabellone

### Legenda
| - Q = Qualificato - WC = Wild card - LL = Lucky loser | - ALT = Alternate - SE = Special Exempt - PR = Protected Ranking | - w/o = Walkover - r = Ritirato - d = Squalificato |

### Sezione 1
|  | Primo turno     | Primo turno     | Primo turno     | Primo turno | Primo turno |  |  | Ultimo turno | Ultimo turno    | Ultimo turno | Ultimo turno | Ultimo turno |  |
|  |                 |                 |                 |             |             |  |  |              |                 |              |              |              |  |
|  | Ernests Gulbis  | Ernests Gulbis  | Ernests Gulbis  | 6           | 6           |  |  |              |                 |              |              |              |  |
|  | Junn Mitsuhashi | Junn Mitsuhashi | Junn Mitsuhashi | 2           | 3           |  |  |              | Ernests Gulbis  | 63           | 6            | 6            |  |
|  | 7               | Dominik Meffert | Dominik Meffert | 6           | 6           |  |  | 7            | Dominik Meffert | 7            | 3            | 4            |  |
|  |                 | Yuichi Ito      | Yuichi Ito      | 3           | 2           |  |  |              |                 |              |              |              |  |

### Sezione 2
|  | Primo turno | Primo turno       | Primo turno       | Primo turno | Primo turno |  |  | Ultimo turno | Ultimo turno      | Ultimo turno | Ultimo turno | Ultimo turno |  |
|  |             |                   |                   |             |             |  |  |              |                   |              |              |              |  |
|  | 2           | Marco Chiudinelli | Marco Chiudinelli | 6           | 6           |  |  |              |                   |              |              |              |  |
|  |             | Luka Gregorc      | Luka Gregorc      | 3           | 4           |  |  | 2            | Marco Chiudinelli | 6            | 6            | 6            |  |
|  | 5           | Kyu-Tae Im        | 0                 | 6           | 6           |  |  | 5            | Kyu-Tae Im        | 7            | 4            | 2            |  |
|  |             | Hiroyasu Ehara    | 6                 | 2           | 3           |  |  |              |                   |              |              |              |  |

### Sezione 3
|  | Primo turno | Primo turno      | Primo turno  | Primo turno | Primo turno |  |  | Ultimo turno | Ultimo turno  | Ultimo turno  | Ultimo turno | Ultimo turno |  |
|  |             |                  |              |             |             |  |  |              |               |               |              |              |  |
|  |             | Yūichi Sugita    | 3            | 7           | 6           |  |  |              |               |               |              |              |  |
|  | 3           | Somdev Devvarman | 6            | 5           | 4           |  |  |              | Yūichi Sugita | Yūichi Sugita | 64           | 1            |  |
|  | 6           | Marsel İlhan     | Marsel İlhan | 6           | 6           |  |  | 6            | Marsel İlhan  | Marsel İlhan  | 7            | 6            |  |
|  |             | Hiroki Kondo     | Hiroki Kondo | 3           | 4           |  |  |              |               |               |              |              |  |

### Sezione 4
|  | Primo turno | Primo turno            | Primo turno            | Primo turno | Primo turno |  |  | Ultimo turno | Ultimo turno           | Ultimo turno | Ultimo turno | Ultimo turno |  |
|  |             |                        |                        |             |             |  |  |              |                        |              |              |              |  |
|  | 4           | Édouard Roger-Vasselin | Édouard Roger-Vasselin | 6           | 6           |  |  |              |                        |              |              |              |  |
|  |             | Alexander Peya         | Alexander Peya         | 2           | 4           |  |  | 4            | Édouard Roger-Vasselin | 3            | 6            | 6            |  |
|  | 8           | Rik De Voest           | Rik De Voest           | 6           | 7           |  |  | 8            | Rik De Voest           | 6            | 3            | 4            |  |
|  |             | Hiroki Moriya          | Hiroki Moriya          | 4           | 63          |  |  |              |                        |              |              |              |  |